# アベビル (サウスカロライナ州)
アベビル（アビヴィルなどとも、英: Abbeville [ˈæbivɪl]) は、アメリカ合衆国サウスカロライナ州北西部のアベビル郡で最大の都市であり、同郡の郡庁所在地である。2010年国勢調査での人口は5,237 人だった。州都コロンビアの西138キロメートル、州北西部の大都市グリーンビルの南72キロメートルに位置している。当初フランスのユグノーが移住して来ており、郡名も市名もフランスのアブヴィルから採られた。

## 歴史
アベビルは1764年にフランスのユグノーによって設立された。フランス出身のジョン・ド・ラ・ハウがフランスのアブヴィルから名前をつけた。1840年に市として法人化された。

### 南北戦争
ジョン・カルフーンはアベビルの郊外、現在マウントカーメルと呼ばれる場所にあった農園で生まれた。アベビルで法律実務を行い、後にはアメリカ合衆国陸軍長官、副大統領、国務長官を歴任した。州の権限の提唱者として有名だった。
アメリカ連合国の誕生地であり、終焉の場所であるという特異な町である。1860年11月22日、後にセセッションヒル（脱退の丘）と呼ばれるアベビル市内の場所で集会が開かれ、サウスカロライナ州のアメリカ合衆国からの脱退を要求することとなり、その1か月後にはサウスカロライナは脱退した最初の州になった。
南北戦争の終戦時、アメリカ連合国が崩壊寸前の状態となり、大統領ジェファーソン・デイヴィスがバージニア州リッチモンドを逃げ出して南に向かい、アベビルの友人アーミステッド・バートの家で一泊した。1865年5月2日、バート・スターク邸宅と呼ばれる家の応接室で、アメリカ連合国最後の閣議を開き、デイヴィスが連合国政府の解体を公式に承認した。

### 2003年通行権紛争
2003年12月8日、土地の測量に関する論争から発生した14時間の立てこもりが起こり、ウェストアベビル住民のスティーブン・ビクスビーが、アベビルの2人の警官を殺した。この包囲戦について、ビクスビーに同情する者も取り締まる側も、ウェイコ事件やルビー・リッジ事件に擬えることもあった。2007年2月、スティーブン・ビクスビーは殺人2件を含む17件の罪状で有罪となった。その中に誘拐や謀議など軽い告発もあった。殺人で死刑2件とその他の罪で125年間の禁固を宣告された。

### 現代史
2011年、アベビル高校がサウスカロライナ州高校フットボール選手権で6度目の優勝を飾った。1Aデビジョンで2年連続のものだった。
2011年、アベビル高校はサウスカロライナ州高校ソフトボール選手権でも初めて優勝した。アベビル高校の歴史で初めて女子の州選手権優勝となった。
アベビル市にあるアメリカ合衆国国家歴史登録財に指定されているものとして、アベビル郡庁舎、アベビル歴史地区、アベビル・オペラハウス、アーミステッド・バート邸、パトリック・カルフーン家墓地、シーダースプリングス歴史地区、ハービソン・カレッジ学長の家、トリニティ・エピスコパル教会と墓地、アッパー・ロング・ケイン墓地がある。

## 建築物
アベビルにはサウスカロライナ州で最も高い建物であるプリズミアン銅線塔がある。2009年に建設され、高さは373フィート (114 m)、30階建てである。

## 地理
アベビル市は北緯34度10分42.7584秒 西経82度22分39.6732秒 / 北緯34.178544000度 西経82.377687000度に位置している。地理的地域であるピードモント台地ピードモント・アップランドの中にある。
アメリカ合衆国国勢調査局に拠れば、市域全面積は6.1平方マイル (15.9 km2)であり、このうち陸地6.1平方マイル (15.9 km2)、水域は0.012平方マイル (0.03 km2)で水域率は0.19%である。
アバビルの近くにはサムター国立の森がある。

## 気候
ディープサウスの多くの地域と同様に、アベビルは温暖湿潤気候（ケッペンの気候区分Cfa）にある。冬は冷涼であり、時として寒くなるが、期間は短い。夏は暑く湿気ている。春と秋の移行時期は温度の変化が大きいが、概して温かい。通常夏の最高気温は90°F (32 ℃)台半ばまで上がるが、100°F (37.8 ℃)以上になることもあり、最近では2012年夏の熱波のときに起こった。同年7月1日に過去最高気温である109°F (42.8 ℃)を記録した。冬の最高気温は50°F (10 ℃)台半ばまで下がり、最低気温は氷点に近くなる。25°F (-3.9 ℃)まで下がることもある。降水量は年間を通じて平均的にある。夏の日の午後は雷雨が多く、強風や雷をもたらす。降雪は稀である。数年に1回程度である。1973年3月31日、藤田スケールF4の竜巻がアベビルを襲い、7人が死亡し、1973年の竜巻としては最悪のものになった。2009年4月10日には2つの竜巻が発生した。死者は出なかったが、市内の多くで停電し、多くの建物に損傷が出た。
| アベビルの気候         | アベビルの気候 | アベビルの気候 | アベビルの気候 | アベビルの気候 | アベビルの気候 | アベビルの気候 | アベビルの気候 | アベビルの気候 | アベビルの気候 | アベビルの気候 | アベビルの気候 | アベビルの気候 | アベビルの気候  |
| 月                     | 1月            | 2月            | 3月            | 4月            | 5月            | 6月            | 7月            | 8月            | 9月            | 10月           | 11月           | 12月           | 年              |
| ---------------------- | -------------- | -------------- | -------------- | -------------- | -------------- | -------------- | -------------- | -------------- | -------------- | -------------- | -------------- | -------------- | --------------- |
| 最高気温記録 °F （°C） | 82 (28)        | 80 (27)        | 89 (32)        | 92 (33)        | 97 (36)        | 105 (41)       | 109 (43)       | 107 (42)       | 104 (40)       | 100 (38)       | 89 (32)        | 78 (26)        | 109 (43)        |
| 平均最高気温 °F （°C） | 53 (12)        | 58 (14)        | 66 (19)        | 74 (23)        | 82 (28)        | 88 (31)        | 91 (33)        | 90 (32)        | 84 (29)        | 74 (23)        | 65 (18)        | 55 (13)        | 73 (23)         |
| 平均最低気温 °F （°C） | 31 (−1)        | 34 (1)         | 40 (4)         | 48 (9)         | 57 (14)        | 66 (19)        | 70 (21)        | 69 (21)        | 62 (17)        | 50 (10)        | 41 (5)         | 33 (1)         | 50 (10)         |
| 最低気温記録 °F （°C） | −2 (−19)       | 2 (−17)        | 3 (−16)        | 24 (−4)        | 32 (0)         | 41 (5)         | 53 (12)        | 50 (10)        | 35 (2)         | 25 (−4)        | 13 (−11)       | 1 (−17)        | −2 (−19)        |
| 降水量 inch （mm）     | 4.16 (105.7)   | 4.60 (116.8)   | 4.68 (118.9)   | 2.85 (72.4)    | 3.40 (86.4)    | 3.45 (87.6)    | 4.01 (101.9)   | 3.68 (93.5)    | 3.11 (79)      | 3.45 (87.6)    | 3.62 (91.9)    | 3.76 (95.5)    | 44.77 (1,137.2) |
| 出典：                 |                |                |                |                |                |                |                |                |                |                |                |                |                 |

## 人口動態

### 2000年国勢調査
以下は2000年国勢調査による人口統計データである。
| 基礎データ - 人口: 5,840 人 - 世帯数: 2,396 世帯 - 家族数: 1,574 家族 - 人口密度: 384.1人/km2（995.2 人/mi2） - 住居数: 2,654 軒 - 住居密度: 174.6軒/km2（452.3 軒/mi2） 人種別人口構成 - 白人: 50.46% - アフリカン・アメリカン: 48.48% - ネイティブ・アメリカン: 0.12% - アジア人: 0.26% - 太平洋諸島系: 0.02% - その他の人種: 0.19% - 混血: 0.48% - ヒスパニック・ラテン系: 0.75% 年齢別人口構成 - 18歳未満: 27.2% - 18-24歳: 8.8% - 25-44歳: 25.9% - 45-64歳: 21.2% - 65歳以上: 16.8% - 年齢の中央値: 36歳 - 性比（女性100人あたり男性の人口） - 総人口: 80.4 - 18歳以上: 73.9 | 世帯と家族（対世帯数） - 18歳未満の子供がいる: 30.7% - 結婚・同居している夫婦: 37.1% - 未婚・離婚・死別女性が世帯主: 23.9% - 非家族世帯: 34.3% - 単身世帯: 30.6% - 65歳以上の老人1人暮らし: 13.9% - 平均構成人数 - 世帯: 2.39人 - 家族: 2.97人 収入と家計 - 収入の中央値 - 世帯: 25,756米ドル - 家族: 30,040米ドル - 性別 - 男性: 28,339米ドル - 女性: 21,824米ドル - 人口1人あたり収入: 13,274米ドル - 貧困線以下 - 対人口: 15.7% - 対家族数: 19.8% - 18歳未満: 29.2% - 65歳以上: 20.9% |

アベビルは小さな都会化された群落の中心にあり、その人口は2000年国勢調査時点で6,038人だった。

### 2010年国勢調査
2010年国勢調査では、人口5,237人となっており、2000年と比べて約10%減っていた。人種別人口構成では、白人: 2,458人、46.94%、アフリカン・アメリカン: 2,645人、50.51%、ネイティブ・アメリカン: 10人、0.19%、アジア人: 23人、0.43%、その他の人種: 22人、0.42%、混血: 79人、1.51%、ヒスパニック・ラテン系: 48人、0.92%だった。白人と黒人の比率が逆転し、黒人が最多となった。

## 経済
アベビルの地域では農業と林業が重要な産業である。多量に栽培される作物は、綿花、大豆、トウモロコシ、オート麦、小麦、桃である。家畜、酪農用牛、鶏も飼育されている。繊維、特に衣料が主要な工業製品だった。北アメリカ自由貿易協定が締結された後、衣料は生産されなくなった。他にプラスティック製品や金属製品もある。

## 著名な出身者
- ジョン・カルフーン（1782年-1850年）、第7代アメリカ合衆国副大統領、第16代国務長官、アベビルの近くで生まれ、アベビルで法律実務を行った[22][7]